# Spulerina hexalocha
Spulerina hexalocha är en fjärilsart som först beskrevs av Edward Meyrick 1912.  Spulerina hexalocha ingår i släktet Spulerina och familjen styltmalar.
Artens utbredningsområde är Sierra Leone. Inga underarter finns listade i Catalogue of Life.